# Södermanlands regemente (pansar)
Södermanlands regemente var ett pansarförband inom svenska armén som verkade i olika former åren 1942–1957 och 1963–2004. Förbandsledningen var förlagd i Strängnäs garnison i Strängnäs.

## Historia

### Bildandet
Genom försvarsbeslutet 1942 beslutades att pansartrupperna skulle organiseras som ett truppslag vid sidan de övriga truppslagen. Till pansartrupperna skulle ett nytt regemente bildas, ett regemente skulle överföras från kavalleriet, samt två regementen överföras från infanteriet, däribland Södermanlands regemente. Redan i samband med försvarsbeslutet 1936 hade det beslutats att Södermanlands regemente (I 10) jämte Skaraborgs regemente (I 9), från den 1 oktober 1939 skulle utbilda varsin stridsvagnsbataljon. Från den 1 oktober 1942 organiserades regementet som ett pansarregemente, under namnet Södermanlands pansarregemente (P 3). Att Södermanlands regemente fick beteckningen P 3 och Skaraborgs regemente beteckningen P 4, berodde på ett önskemål från Skaraborgs regemente, där man ville förhindra förväxling med Livregementets husarer (K 3), vilka även de var förlagda i Skövde.
Formellt trädde försvarsbeslutet i kraft sommaren 1943. I praktiken var regementet knappast klart som pansarregemente, den första tiden fram till 1945 lades främst vid att försöka utbilda personalen, så att de i sin tur kunde instruera rekryterna vid förbandet. De stridsvagnar som behövdes fanns inte ännu inte på plats.  Under hösten 1942 påbörjades leveranser av Stridsvagn m/41. Senare erhöll man Stridsvagn m/42, och de kunde tillsammans med de äldre stridsvagnarna stridsvagn m/40 och stridsvagn m/37 fylla behovet. Från 1944 erhöll man även tillgång till Utö skjutfält, tidigare hade endast begränsade skjutövningar kunnat utföras på Stora Rullingen. Hösten 1944 kunde även den moderna motorverkstaden på Kaskaden tas i bruk. 1945 kan uppbyggnadsskedet sägas ha varit avklarat.

### Pansarinfanteri
Inför 1955 års riksdag föreslog chefen för armén Carl August Ehrensvärd vissa ändringar i arméns organisation, bland annat  förändringar gällande Södermanlands pansarregemente (P 3) skulle ombildas till regemente för pansarinfanteriutbildning. Det med bakgrund till att arméchefen ansåg att utbildningen vid pansartrupperna skulle koncentrera till Göta pansarlivgarde (P 1), Skånska pansarregementet (P 2) och Skaraborgs pansarregemente (P 4) och därmed frigöra förläggningskapacitet i Strängnäs som motsvarade behovet för en utbildningsenhet av pansarinfanteri. Regeringen föreslog därmed att pansarinfanteriutbildningen skulle påbörjas i Strängnäs våren 1957. Därmed skulle regementet i Strängnäs benämnas Södermanlands regemente (I 10). Denna del av riksdagsbeslutet som innefattade flera omlokaliseringar och omorganisationer av armén, blev startskottet för den så kallade Mälarkarusellen. Vilket innebar att ett 70-tal officerare från det avvecklade Upplands regemente (I 8) överfördes till Södermanlands regemente. Vidare överfördes lika många officerare från Södermanlands regemente till övriga pansarregementen, då främst Göta livgarde (P 1), i Enköping på andra sidan Mälaren. Göta livgarde kom därmed att svara för stridsvagnsutbildning och Södermanlands regemente för infanteriutbildning till de brigader som då båda regementena svarade för.

### Pansartrupperna
I samband med att 1963 års krigsorganisation trädde i kraft 1963, återfördes regementet till pansartrupperna. Och tillfördes från den 1 april 1963 organisations- och utbildningsansvar för både stridsvagns- och pansarinfanteridelarna. Regementet återfick dock inte sin tidigare beteckning P 3, utan istället fick regementet beteckningen P 10.

### Brigaden avvecklas
Genom försvarsbeslutet 1972 kom regementets brigad, Södermanlandsbrigaden (PB 10), tillsammans med Blåa brigaden (PB 6) vid Göta livgarde att upplösas och utgå ur krigsorganisationen. Detta med bakgrund att riksdagen antog regeringens förslag med att "de pansarbrigader som i vissa avseenden är reducerade ska utgå ur krigsorganisationen". Riksdagsbeslutet kunde lika gärna pekat ut de båda brigaderna vid namn, då de båda brigaderna saknade pansarbandvagnar till ett pansarskyttekompani per bataljon och med det ej var kompletta. Blåa brigaden omorganiserades till 6. pansargruppen och Södermanlandsbrigaden omorganiserades till en fristående gruppstab med tre skyttebataljoner. Vidare fick Södermanlands regemente utbildningsansvaret för de bandpansarvärnskompanier som kom att ingå i infanteribrigaderna.

### OLLI-reformen
I samband med OLLI-reformen, vilken genomfördes inom försvaret åren 1973–1975, sammanslogs Södermanlands regemente med Strängnäs försvarsområde (Fo 43). Och från den 1 juli 1973 bildade försvarsområdesregementet P 10/Fo 43. Detta medförde att Södermanlands regemente blev ett A-förband (försvarsområdesregemente), och övriga förband inom försvarsområdet blev B-förband (utbildningsförband). Inom ett försvarsområde tillfördes A-förbanden det samlade mobiliserings- och materialansvaret, och B-förband svarade endast som ett utbildningsförband.

### Försvarsbesluten
Knappt ett halvår efter att riksdagen beslutat om att Strängnäs försvarsområde (Fo 43), under namnet Södermanlands försvarsområde, skulle integreras i Södermanlands regemente, föreslog samma riksdag att Södermanlands regemente (P 10) skulle utgå ur pansartruppernas organisation. Pansarutbildningen skulle efter hand upphöra och av krigsorganisatoriska skäl återigen ersättas med infanteriutbildning. Inför riksdagen i december 1977 konstaterade dock regeringen i sin proposition till försvarsbeslutet 1977 att pansarutbildningen inte skulle att avvecklas förrän långt in på 1980-talet. Inför propositionen hade Försvarets fredsorganisationsutredning övervägt att omlokalisera Svea trängregemente (T 1) till Strängnäs. Men då man samtidigt inte visste hur länge pansarutbildningen skulle bedrivas i Strängnäs, så skulle det innebära sämre förutsättningar till att samlokalisera ett trängförbandet med Södermanlands regemente.

### 1974 års regeringsform
I samband med att 1974 års regeringsform trädde i kraft den 1 januari 1975, ändrades namnet från Kungliga Södermanlands regemente till enbart Södermanlands regemente. Samtidigt fråntogs Konungen den formella rollen som högste befälhavare för krigsmakten, vilket även kom att gälla rollen som förbandschef över gardesförbanden. Från den 1 januari 1975 blev monarken istället hederschef över gardesförbanden.

### Brigaden återetableras
Genom försvarsbeslutet 1982 ansågs det att Armén var i behov av mekaniserade enheter för anfallsstrid. Vilket föranledde att delar av 6. pansargruppen kom att överföras till Södermanlands regemente. Vilken hade varit underställd Upplands regemente (S 1/Fo 47/48. Under utbildningsåret 1983/1984 blev regementet åter ett regemente med egen brigad, då Södermanlandsbrigaden återuppsattes.

### Försvarsbesluten...igen
Genom försvarsutredning 1988, där riksdagen antog regeringens proposition, beslutades att Svea ingenjörregemente (Ing 1) skulle samlokaliseras med Södermanlands regemente i Strängnäs. Bakgrunden till regeringens förslag var att Svea ingenjörregementes framtida utbildningsansvar, enligt regeringens mening, skulle till begränsad kostnad kunna samlokaliseras med en annan myndighet. Samtidigt såg man vikten med att fältarbetsförband utbildades i Stockholms närhet. Omlokaliseringen av regementet skulle vara genomförd senast den 1 juli 1992. Hösten 1990 avtog arbetet med omlokaliseringen. Och i försvarsbeslutet 1992 föreslog regeringen återigen en flytt av Svea ingenjörregemente till Strängnäs. Där en bataljon om två till tre utbildningskompanier skulle utgöra grunden till Svea ingenjörbataljon ingåendes i Södermanlands regemente. Omlokaliseringen var planerad att vara på plats i Strängnäs den 1 januari 1994. Någon omlokalisering av Svea ingenjörregemente blev dock aldrig av, då regeringens ursprungliga proposition inte fick ett majoritetsstöd i riksdagen. Och i den omarbetade propositionen hade Svea ingenjörregemente undantagits från avveckling eller omlokalisering.
Inför försvarsbeslutet 1996 föreslogs det att omlokalisera Försvarets internationella kommando (SWEDINT) till Strängnäs. Ett förslag som Försvarsmakten stödde. Dock kom beslutet bli att kommandot omlokaliserades till Kungsängen trots att regementet framhävde goda förbindelser med Skavsta flygplats samt närheten till Kjula flygbas. Till samma försvarsbeslutet hade regementsledningen fått två uppdrag av arméledningen, att redovisa konsekvenserna av fortsatt verksamhet inom Strängnäs garnison, samt avveckla all verksamhet i Strängnäs och Livgrenadjärbrigaden (IB 4) utvecklas till en mekaniserad brigad. Istället för en avveckling av Strängnäs garnison, kom hela Linköpings garnison att avvecklas, inklusive försvarsområdesstaben för Östergötlands försvarsområde (Fo 41). Istället skulle Östergötlands- och Södermanlands län bilda ett försvarsområde, och som skulle ledas av försvarsområdesbefälhavaren (regementschefen) vid Södermanlands regemente. Det nya försvarsområdet fick namnet Södermanlands och Östergötlands försvarsområde (Fo 43).
Genom försvarsbeslutet 2000 kom försvarsområdesstaben vid regementet att avvecklas. Då den regionala territoriella ledningen vid försvarsområdesregementena överfördes till fyra nybildade Militärdistrikt. Militärdistrikten övertog delar ur tidigare militärområdesstaber samt Gotlands militärkommando, försvarsområdesstaber, försvarsområdesgrupper, marinkommandon och flygkommandon. Vidare överfördes vissa stöduppgifter från försvarsområdesstaberna till underhållsregementena. Den operativa underhållsledningen inordnas i Operativa insatsledningen. För Södermanlands regemente medförde försvarsbeslutet att regementet omorganiseras från ett försvarsområdesregemente till ett utbildningsregemente.
Genom försvarsbeslutet 2004 kom riksdagen bland annat att besluta om en avveckling av Södermanlands regemente. Inför försvarsbeslutet ställdes regementet mot Jämtlands fältjägarregemente (I 5), Södra skånska regementet (P 7) och Gotlands regemente (P 18), där regeringen var angelägna med att skapa rationella produktionsförutsättningar, och en långsiktigt hållbar organisationsstruktur. Den nya organisationen skulle svara mot de krav som den nya strukturen med insatsförband och utvecklings- och kompetensresurser ställer. Samtliga regemente utbildade mekaniserade förband, och hade goda produktionsförhållanden samt goda verkstadsresurser. Regeringen ville att Försvarsmakten skulle utvecklas till ett insatsförsvar, med en större tonvikt på internationalisering. Något som kom att medföra att regeringen föreslog en avveckling av bland annat Södermanlands regemente. Kvar av de tre regementena blev Södra skånska regementet, vilka regeringen ansåg geografiskt ha den bästa fördelaktiga lokalisering, med närheten till ett övningsfält som var av central betydelse för Försvarsmakten. Regeringen fäste även stor vikt av att ha ett militärt utbildningsförband med markstridsinriktning i Skåneregionen, med korta avstånd både till Öresundsbron och Barsebäcksverket.
Den 31 december 2004 avvecklades regementet, från och med 1 januari 2005 övergick regementet till en avvecklingsorganisation fram till dess att avvecklingen skulle vara slutförd senast den 30 juni 2006. Den 8 april 2005 genomfördes den sista traditionsenliga utryckningsceremonin i domkyrkan, där regementschefen tackade 500 soldater och officerare för deras insatser. Senare samma dag muckade den sista grundutbildningsbataljonen vid regementet, genom den traditionsenliga marschen ut genom kaserngrindarna. Den 4 juni 2005 höll regementet en avvecklingsceremoni på kaserngården. Där regementets sista chef, Bengt Degerman, överlämnade regementets fana till chefen för Södermanlandsgruppen. Efter fanöverlämningen förklarade Degerman regementet nedlagt.
Regementets sista värnpliktiga utgjordes av en vakt- och eskortpluton (51. V/E), vilka muckade från regementet i december 2005. Avvecklingen av regementet skulle vara helt genomförd till senast den 30 juni 2006.

## Ingående enheter

### Förvarsmusiken
Arméns musikpluton, sedermera Armens Musikkår, liksom Arméns Trumkår var förlagd vid P 10 fram till regementets nedläggning. Även Försvarsmusikcentrum hade sin bas vid P 10 mellan 1994-2005.

### FN-skolan
FN-skolan var förlagd vid regementet åren 1956–1984, då den omlokaliserades till Almnäs garnison. Södermanlands regemente har alltid varit främst när det gäller internationella missioner. Bland annat har förbandet ansvarat för första Kongomissionen, Bosnienmissionen, första Kosovomissionen och även den första Liberiamissionen. Regementets officerare har tidigt blivit präglade av den internationella miljön i Försvarsmakten (tidigare Krigsmakten), vilket visat sig varit bara av godo för regementet.

### Södermanlandsbrigaden
Södermanlandsbrigaden (PB 10) bildades 1949 genom att 10. pansarbrigaden omorganiserades till förbandstypen Pansarbrigad 49. Brigaden fick samtidigt namnet Södermanlandsbrigaden (PB 10). Genom försvarsbeslutet 1958 kom brigaden att omorganiseras till infanteri för att åter bli pansar 1963. 
Brigaden avvecklades 1974 för att åter sättas upp 1982 fast då som en mekaniserad brigad. 1994 kom Södermanlandsbrigaden att avskiljas från regementet och blev från 1 juli samma år ett kaderorganiserat krigsförband inom Mellersta militärområdet (Milo M). Brigaden avvecklades den 30 juni 2000 i samband med försvarsbeslutet 2000.
I samband med försvarsbeslutet 1942 då infanteriregementena satte upp fältregementen och dubbleringsregementen kom istället Södermanlands regemente att organisera en pansarbrigad. Genom försvarsbeslutet 1948 infördes brigader i hela armén vilket medförde att armén renodlades till två brigadtyper, infanteribrigader och pansarbrigader, där Södermanlands regemente kom att stå för Södermanlandsbrigaden (PB 10).

### Södermanlands försvarsområde
Södermanlands försvarsområde (Fo 43), ursprungligen Strängnäs försvarsområde (Fo 43), bildades den 1 oktober 1942. I samband med OLLI-reformen den 1 juli 1973 fick Strängnäs försvarsområde gemensam stab med Södermanlands regemente. Den 1 januari 1998 kom Södermanlands försvarsområde (Fo 43) och Östergötlands försvarsområde (Fo 41) tillsammans bilda Södermanlands och Östergötlands försvarsområde (Fo 43), med stab i Strängnäs. Södermanlands och Östergötlands försvarsområde upplöstes och avvecklades den 30 juni 2000.

### Motorskolan
Arméns motorskola (MotorS) bildades 1944 som en självständig funktionsskola. Skolan var till en början förlagd i Stockholm. År 1948 omlokaliserades skolan till Strängnäs. Från den 1 juli 1986 uppgick skolan och blev en del av Södermanlands regemente (P 10). Sommaren 1991 omlokaliserades skolan till Skövde, där den från den 1 juli 1991 uppgick i det nybildade Arméns underhållscentrum (UhC).

### Utbildningskompanier
| - 1. Livkompaniet - 2. Vingåkers kompani - 3. Nyköpings kompani - 4. Oppunda kompani | - 5. Strängnäs kompani - 6. Öster Rekarne kompani - 7. Väster Rekarne kompani - 8. Gripsholms kompani |

## Förläggningar och övningsplatser

### Förläggning
Regementets kasernområde uppfördes åren 1916–1921, och inflyttningen skedde den 3 juli 1921, men stod helt färdiga sommaren 1923. Kasernområdet har byggts ut allteftersom, bland annat med ett nytt motorområde i slutet 1970-talet. I samband med att Svea ingenjörregemente planerades att omlokaliseras till Strängnäs, färdigställdes både kansli och kaserner till ingenjörbataljonen. Efter att riksdagen beslutade att regementet skulle avvecklas, kom Vasallen den 1 augusti 2005 att tillträdda som ägare över kasernområdet. Avvecklingsorganisationen upphörde den 30 juni 2006, då även kasernområdet lämnades.

### Övningsplatser
Från 1944 hade regementet sina stridsvagnsövningar på Utö skjutfält. År 1957 övertogs skjutfältet av Göta livgarde, men återfördes 1980, i samband med att Göta livgarde avvecklades. Regementet utnyttjades även Vansö övningsfält, vilket ligger nordväst om regementet. Härads skjutfält var regementets övningsfält som användes för stridsskjutningar. Efter att regementet avvecklades överfördes Härads skjutfält till Ledningsregementet, och Utö skjutfält till Amfibieregementet.

## Heraldik och traditioner
Södermanlands regementes marsch är en av de mest kända svenska marscherna. Regementets högtidsdag firades den 13 augusti, detta till minne av Slaget vid Stäket 1719.
År 1987 filmades delar av filmen Nionde kompaniet (1987) av Colin Nutley på regementsområdet i Strängnäs.
Södermanlandsgruppen (SLG) tillsammans med officerarna vid regementet bär dock traditionerna av regementet vidare genom officersföreningen som fortfarande driver regementets mäss, samt genom idrottsföreningen P 10 IF som främst utövar orienteringsskytte.

### Förbandsfanor
När regementet omorganiserades till ett pansarregemente 1942, kom regementet att föra sin fana från 1850. Den 7 juni 1958 mottog regementet en ny fana, vilken överlämnades till regementet av kung Gustaf VI Adolf. År 1994 troppades fanan från 1850. År 1994 mottog regementet en ny fana, vilken överlämnades av kung Carl XVI Gustaf. I samband med att regementes brigad avskiljdes från regementet 1994, ändrades vapenskölden, detta genom att två pansrade nävar ersattes med två korslagda svärd. Vapenskölden med de två pansrade nävarna fördes av Södermanlandsbrigaden åren 1994–2000. Från den 1 juli 2000 återtog regementet den vapensköld som övertogs av brigaden 1994.

### Kamratförening
Vid Södermanlands regemente bildades den 10 juni 1945 kamratföreningen Södermanlands regementes officerares kamratförening, vilken är en ideell förening och har som syfte att vara en länk och samlingsplats mellan anställda som tjänstgjort vid Södermanlands regemente, Södermanlands försvarsområdesstab och Södermanlandsbrigaden, vidare vårdar föreningen förbandets minne och traditioner.

### Utmärkelsetecken
År 1990 instiftades Södermanlands regemente och försvarsområdes förtjänstmedalj i guld och silver (SödfoGM/SödfoSM). År 2005 instiftades i samband med avvecklingen regementets minnesmedalj (SödermlregMSM).

## Förbandschefer
Regementschefer verksamma åren 1942–1957, samt åren 1963–2005.

- 1942–1956: Erik Cavalli
- 1956–1956: Fritz-Ivar Virgin
- 1956–1963: Se Södermanlands regemente (infanteri)
- 1963–1963: Fritz-Ivar Virgin
- 1963–1970: Gunnar Henricson
- 1970–1976: Stig Colliander
- 1976–1979: Nils Stenqvist
- 1979–1983: Åke Eriksson
- 1983–1991: Nils-Gunnar Lundgren
- 1991–1993: Jan Åke Andersson
- 1993–1997: Thor-Lennart Loo
- 1997–2000: Peter Lundberg
- 2000–2003: Ingemar Gustafsson
- 2003–2005: Bengt Degerman

## Namn, beteckning och förläggningsort
| Kungl Södermanlands pansarregemente | 1942-10-01 | – | 1957-03-31 |
| Kungl Södermanlands regemente       | 1963-04-01 | – | 1974-12-31 |
| Södermanlands regemente             | 1975-01-01 | – | 2004-12-31 |
| Avvecklingsorganisation             | 2005-01-01 | – | 2006-06-30 |

| P 3        | 1942-10-01 | – | 1957-03-31 |
| P 10       | 1963-04-01 | – | 1973-06-30 |
| P 10/Fo 43 | 1973-07-01 | – | 2000-06-30 |
| P 10       | 2000-07-01 | – | 2004-12-31 |
| AO P 10    | 2005-01-01 | – | 2006-06-30 |

| Strängnäs garnison/Eldsundsviken (F) | 1942-10-01 | – | 1957-03-31 |
| Strängnäs garnison/Eldsundsviken (F) | 1963-04-01 | – | 2006-06-30 |
| Utö skjutfält (Ö)                    | 1944-??-?? | – | 1957-03-31 |
| Utö skjutfält (Ö)                    | 1980-07-01 | – | 2006-06-30 |
| Härads skjutfält (Ö)                 | 1957-??-?? | – | 2005-08-31 |

## Kända personer som gjort värnplikt på P 10
- Göran Persson, f.d. statsminister (värnpliktig på P 10[36][37], som vaktsoldat vid Östra militärområdesstaben).
- Pugh Rogefeldt, svensk sångare, gitarrist och låtskrivare.

## Galleri

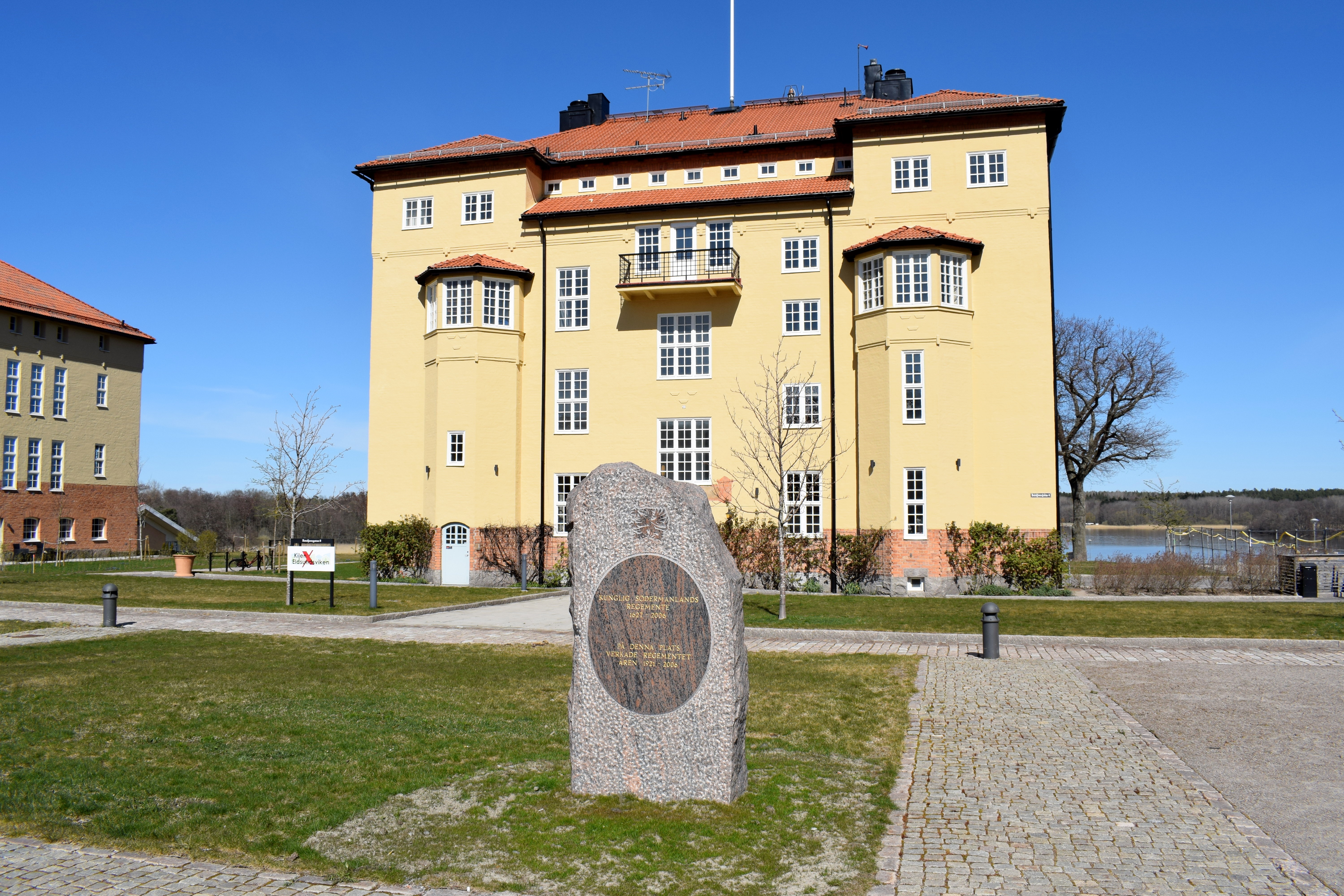
Minnessten och kanslihuset vid kasernetablissementet.
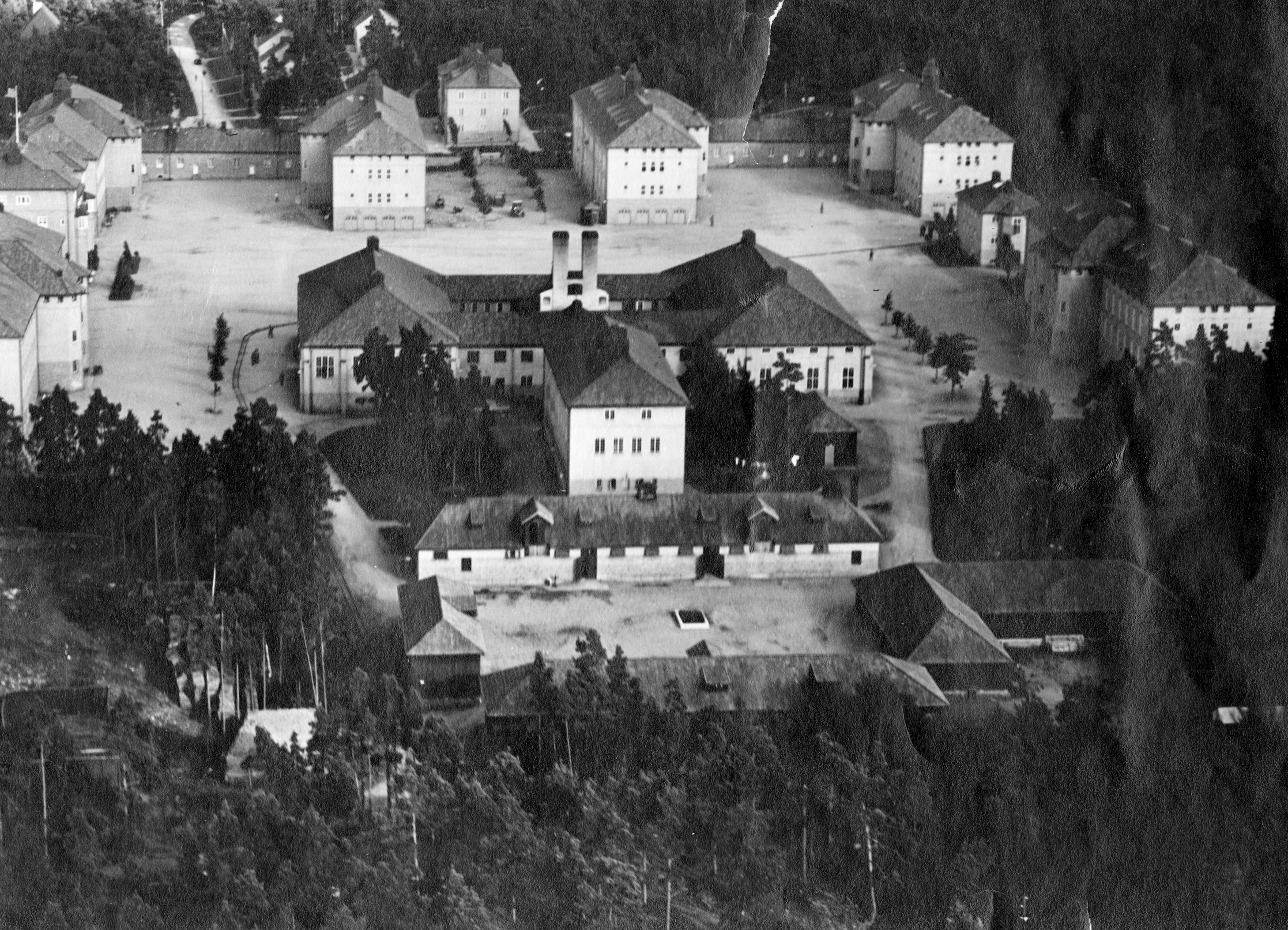
Flygfoto över kasernetablissementet i östlig riktning.
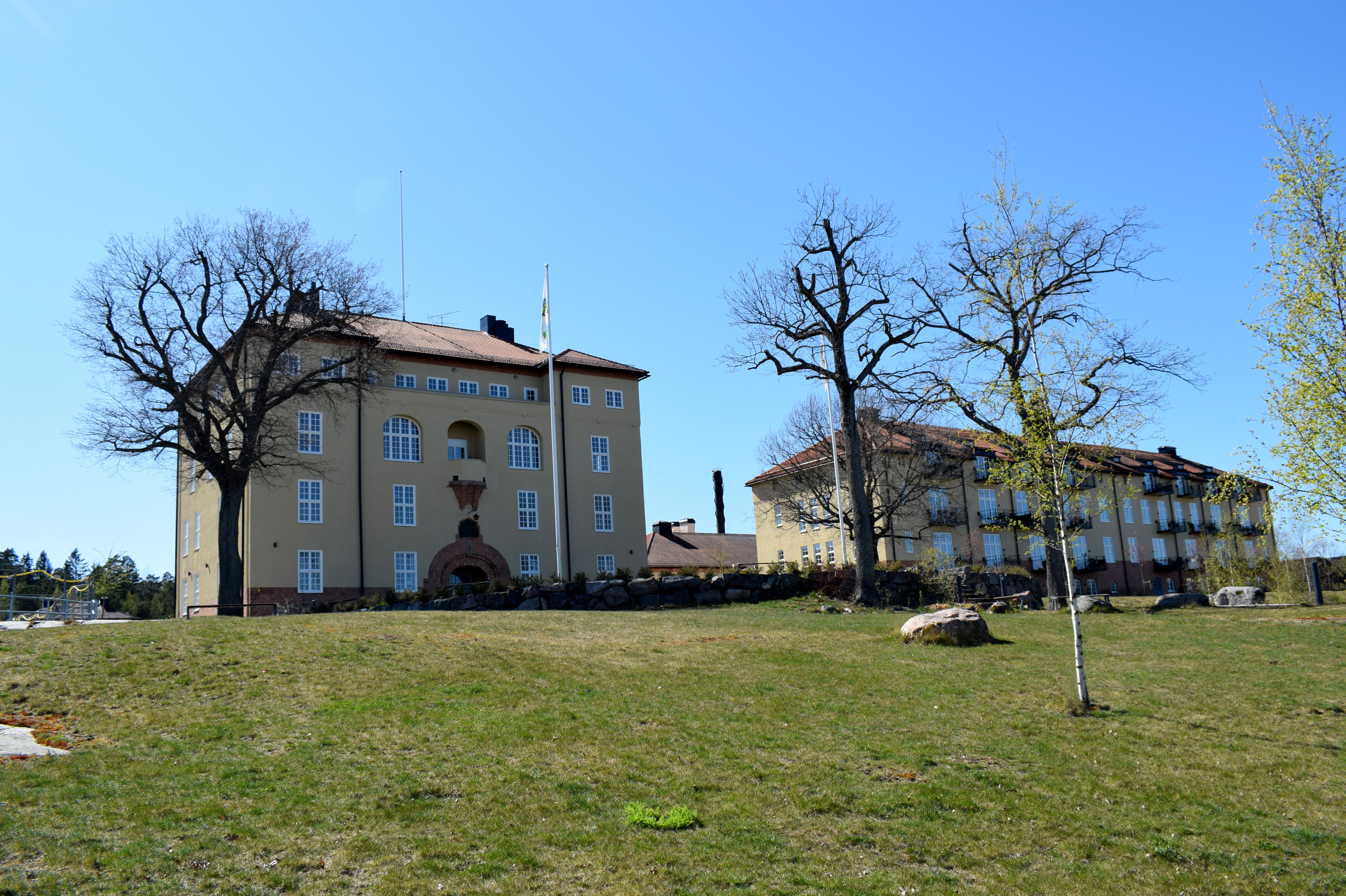
Vy från utsidan av kasernetablissementet
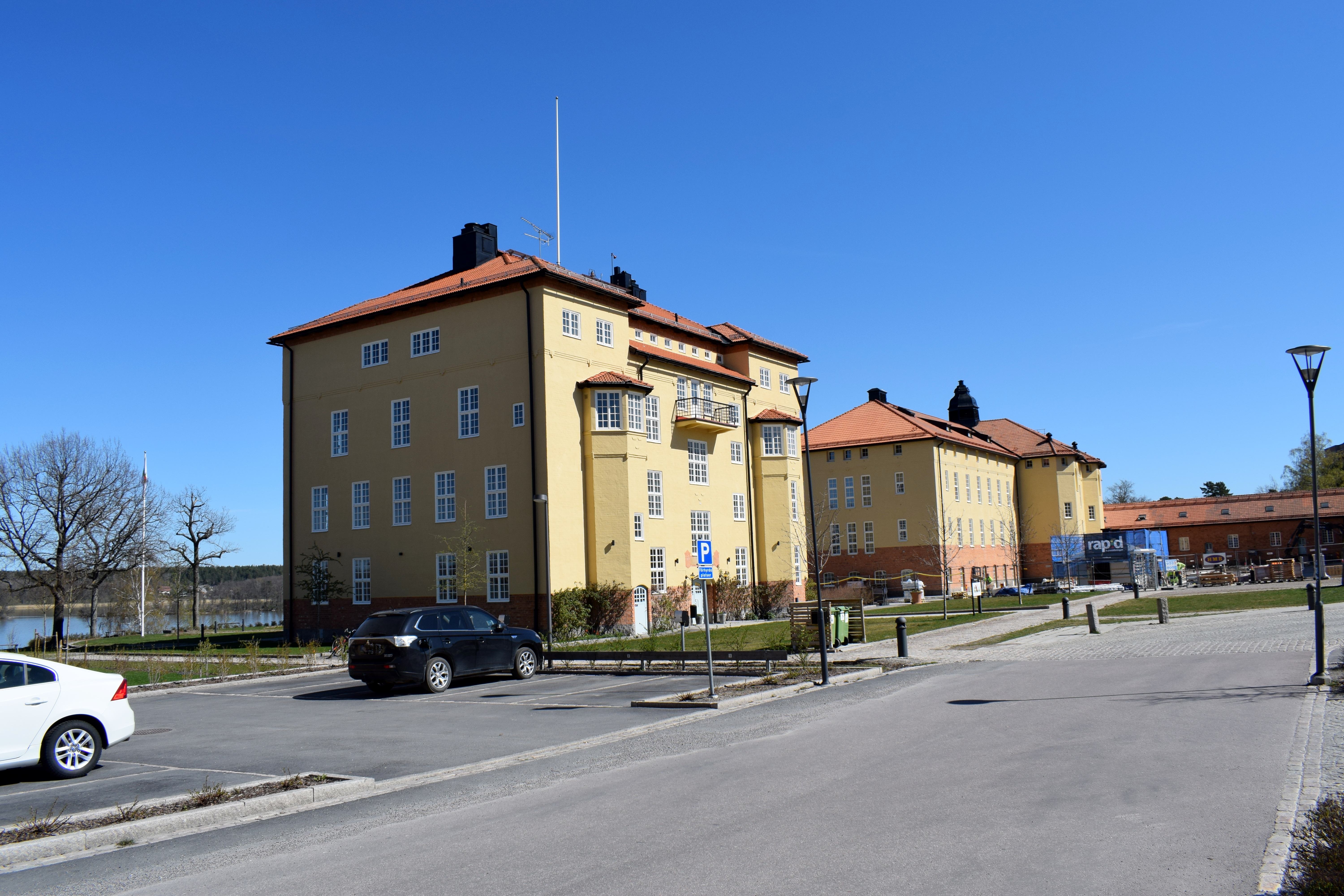
Vy från insidan av kasernetablissementet
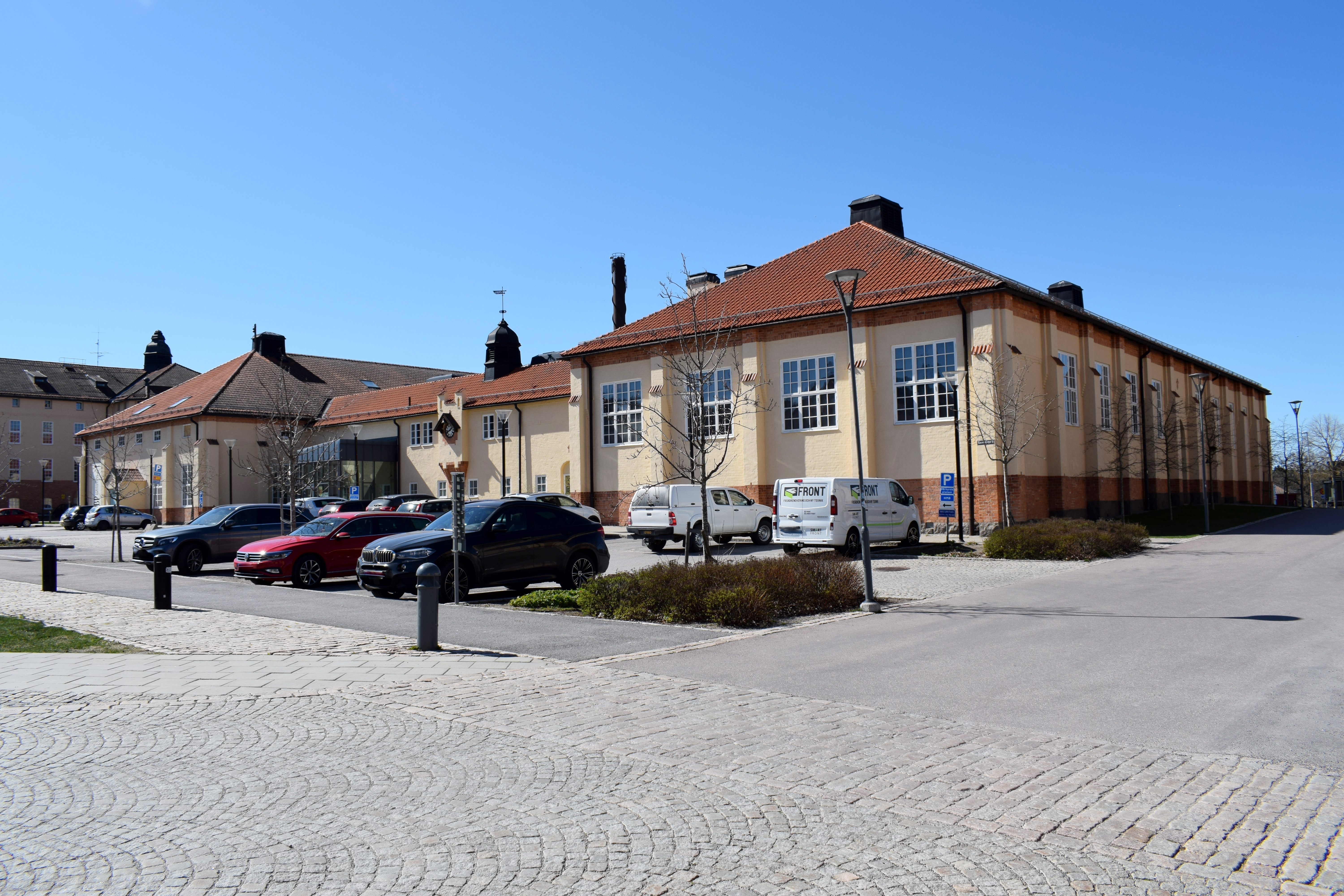
Matsalsbyggnaden vid kasernetablissementet
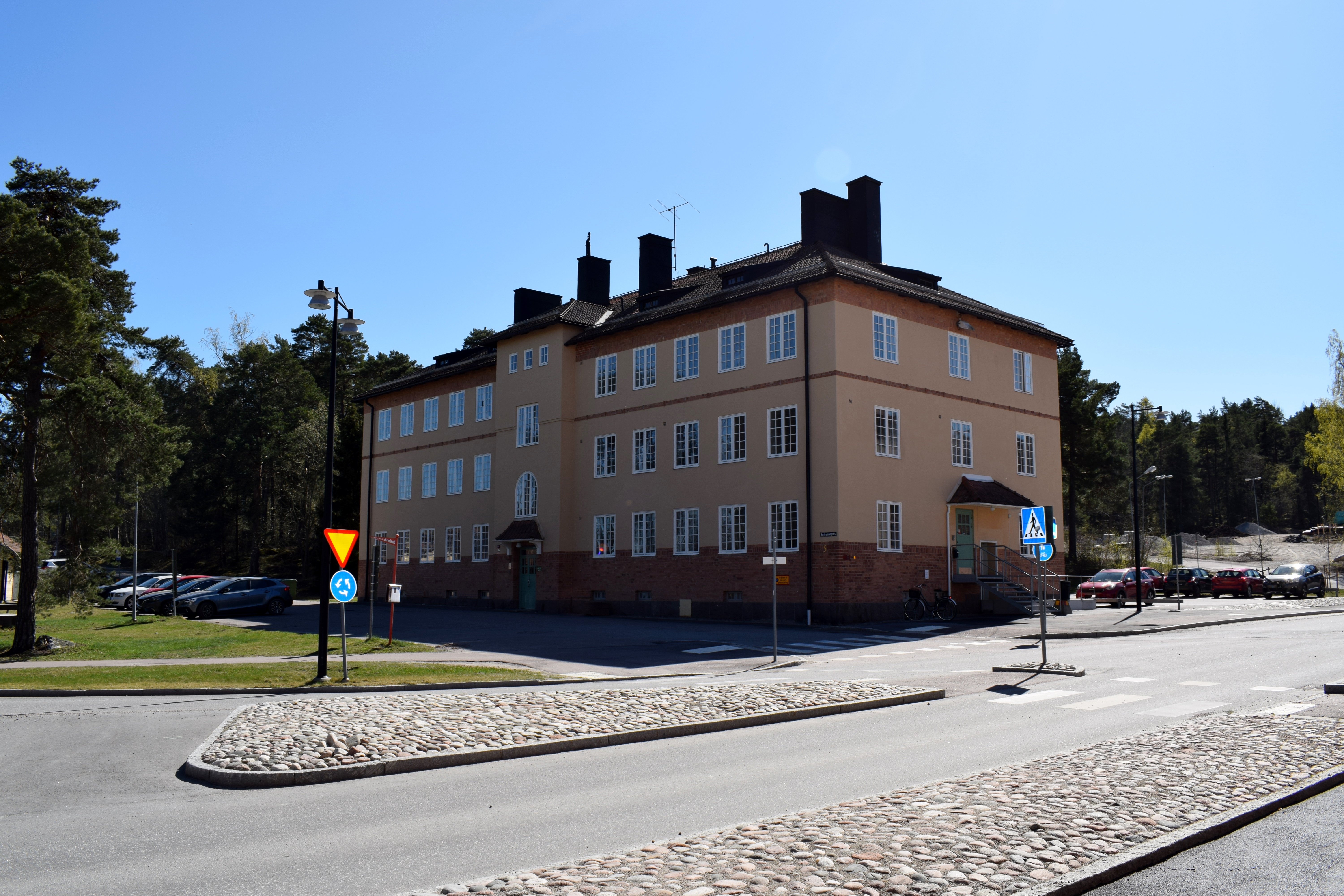
Kasern vid kasernetablissementet
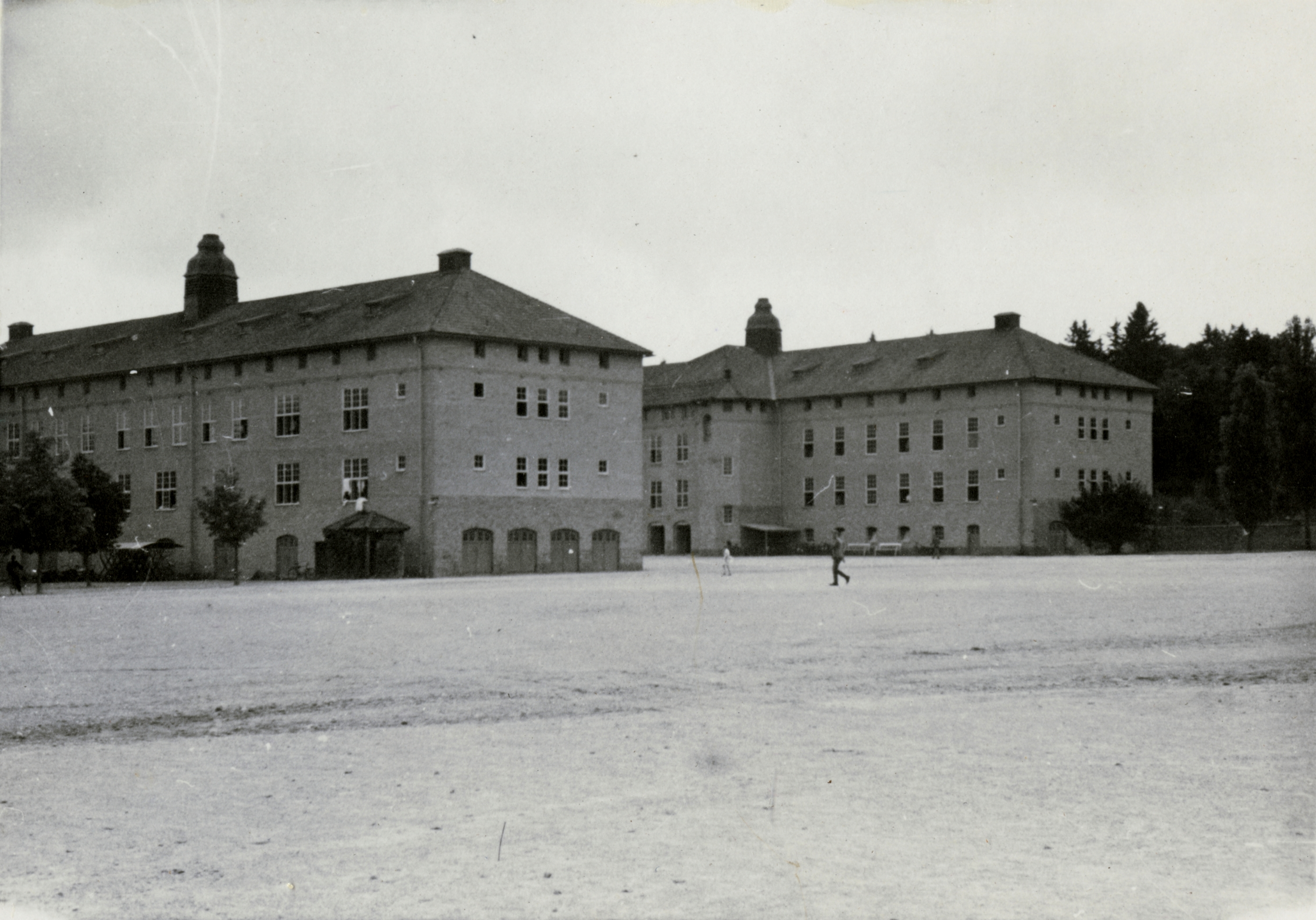
Kaserner vid kasernetablissementet (1939)
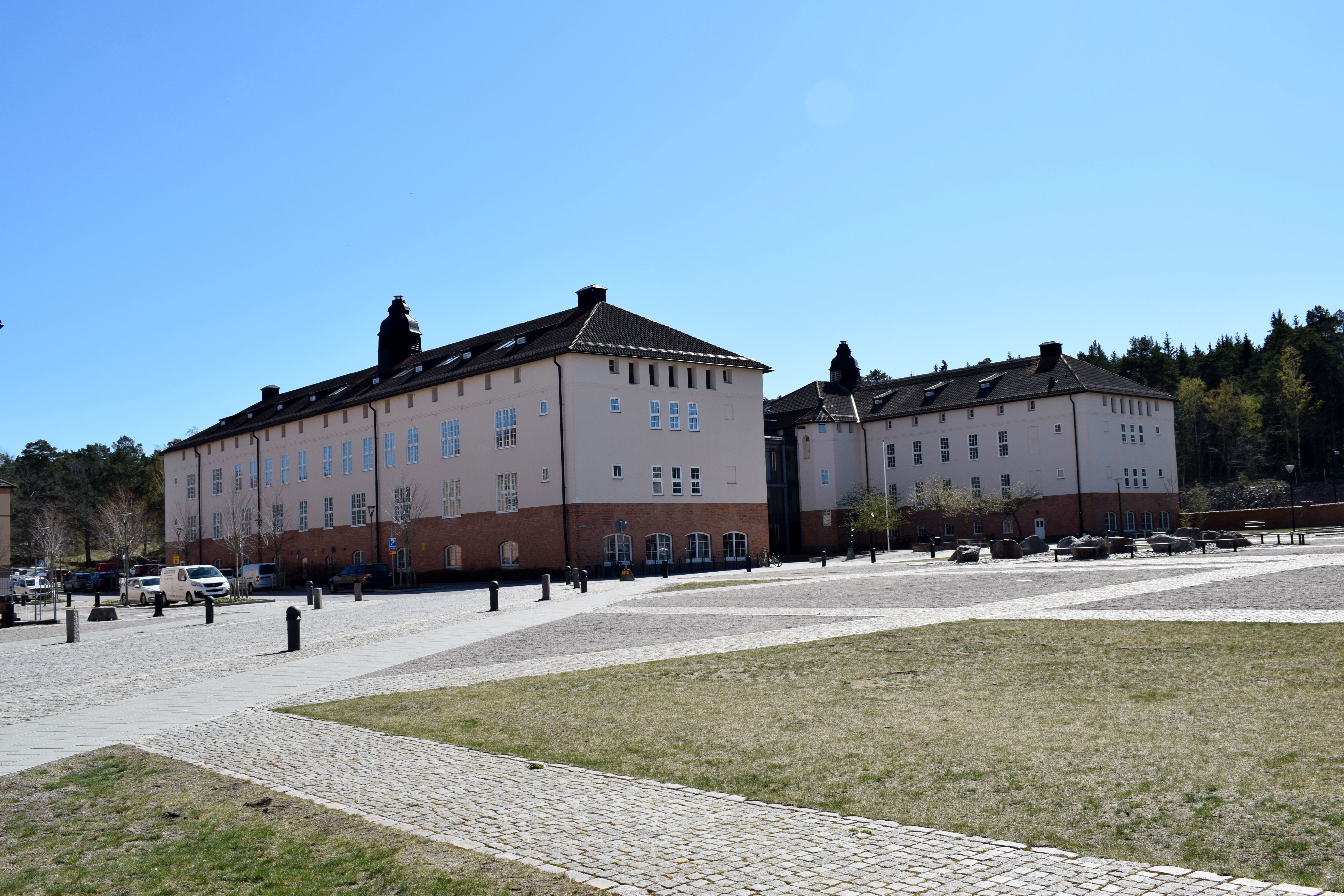
Kaserner vid kasernetablissementet (2020)
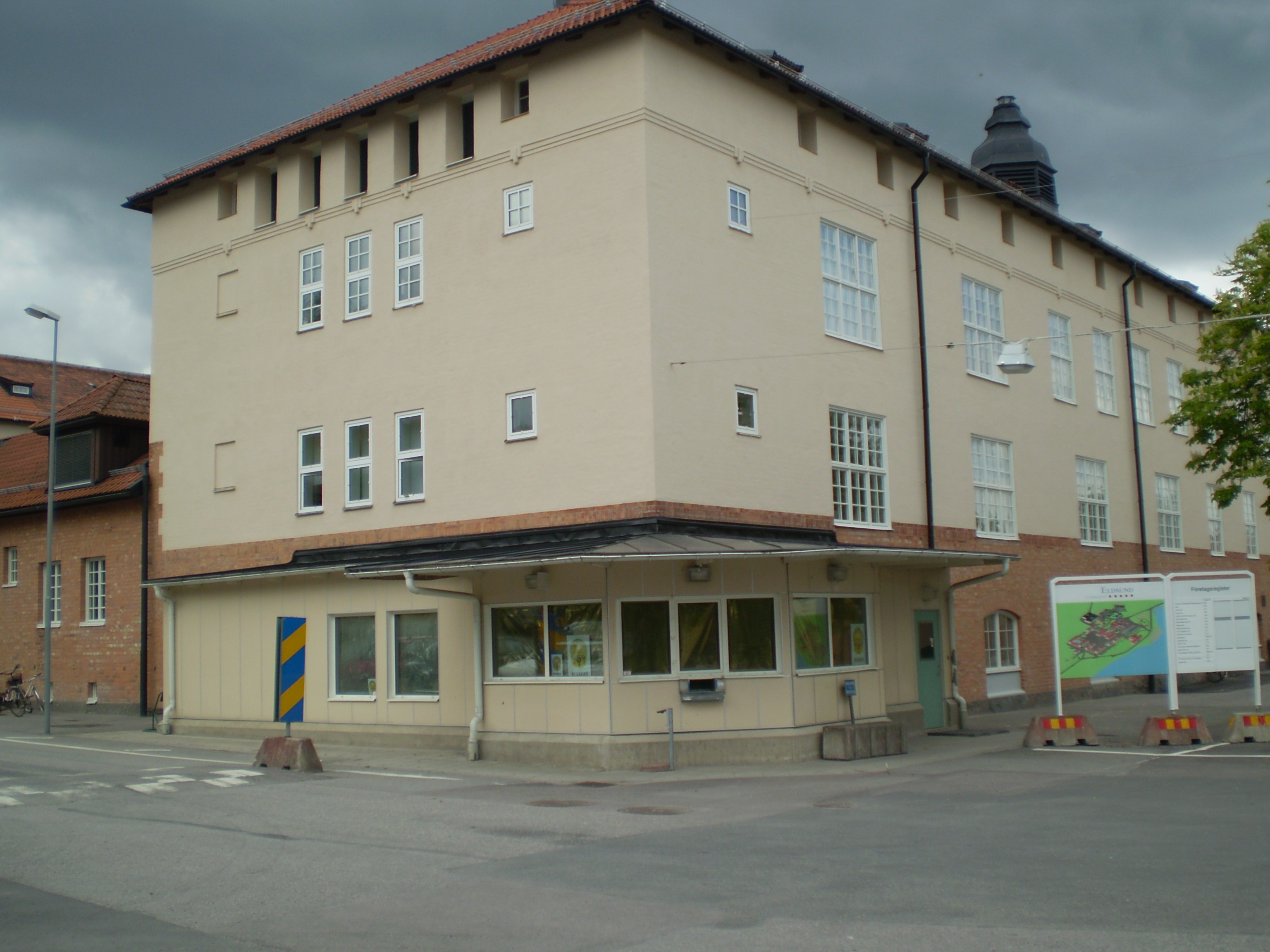
Garnisonsvakten.
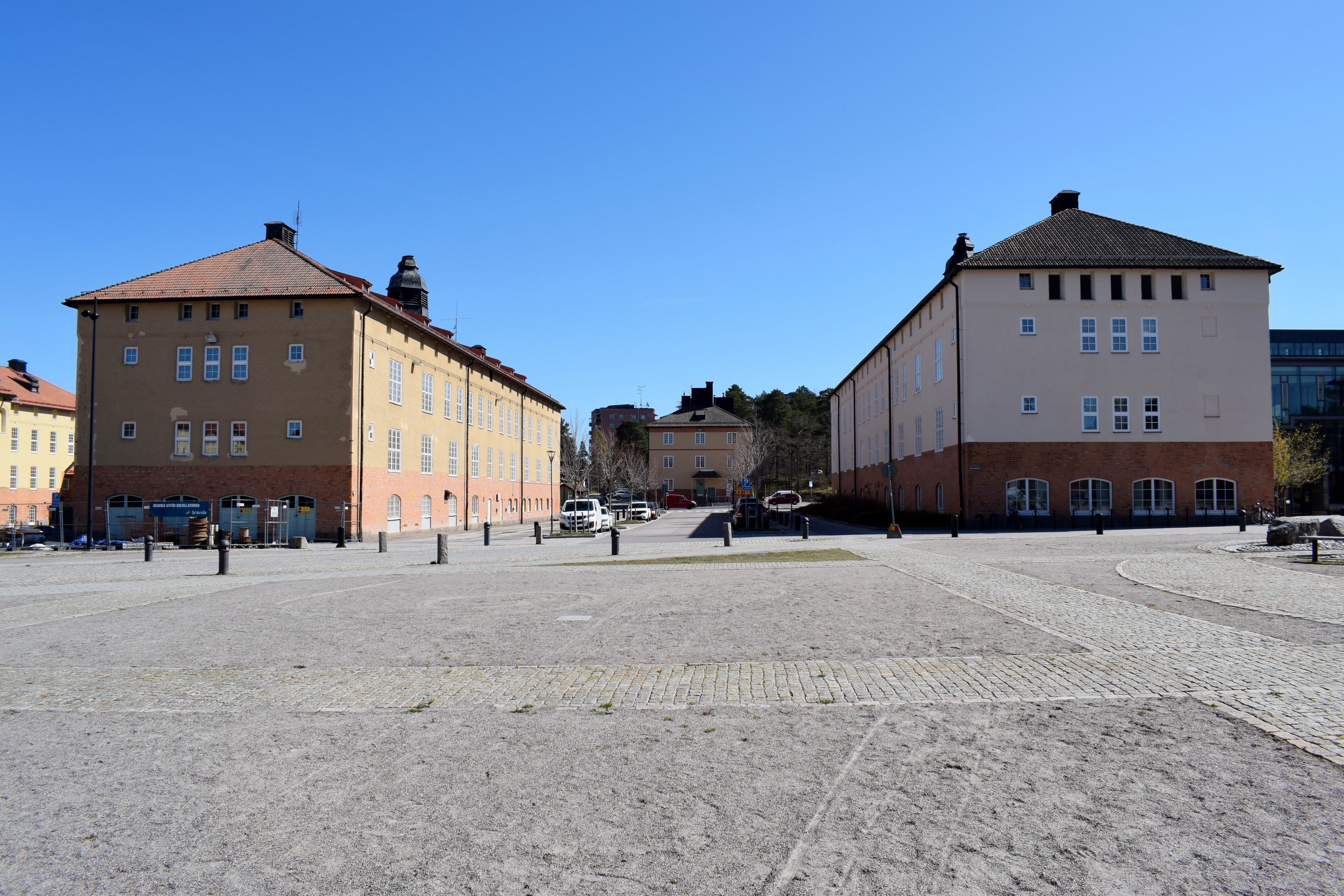
Infarten från garnisonsvakten
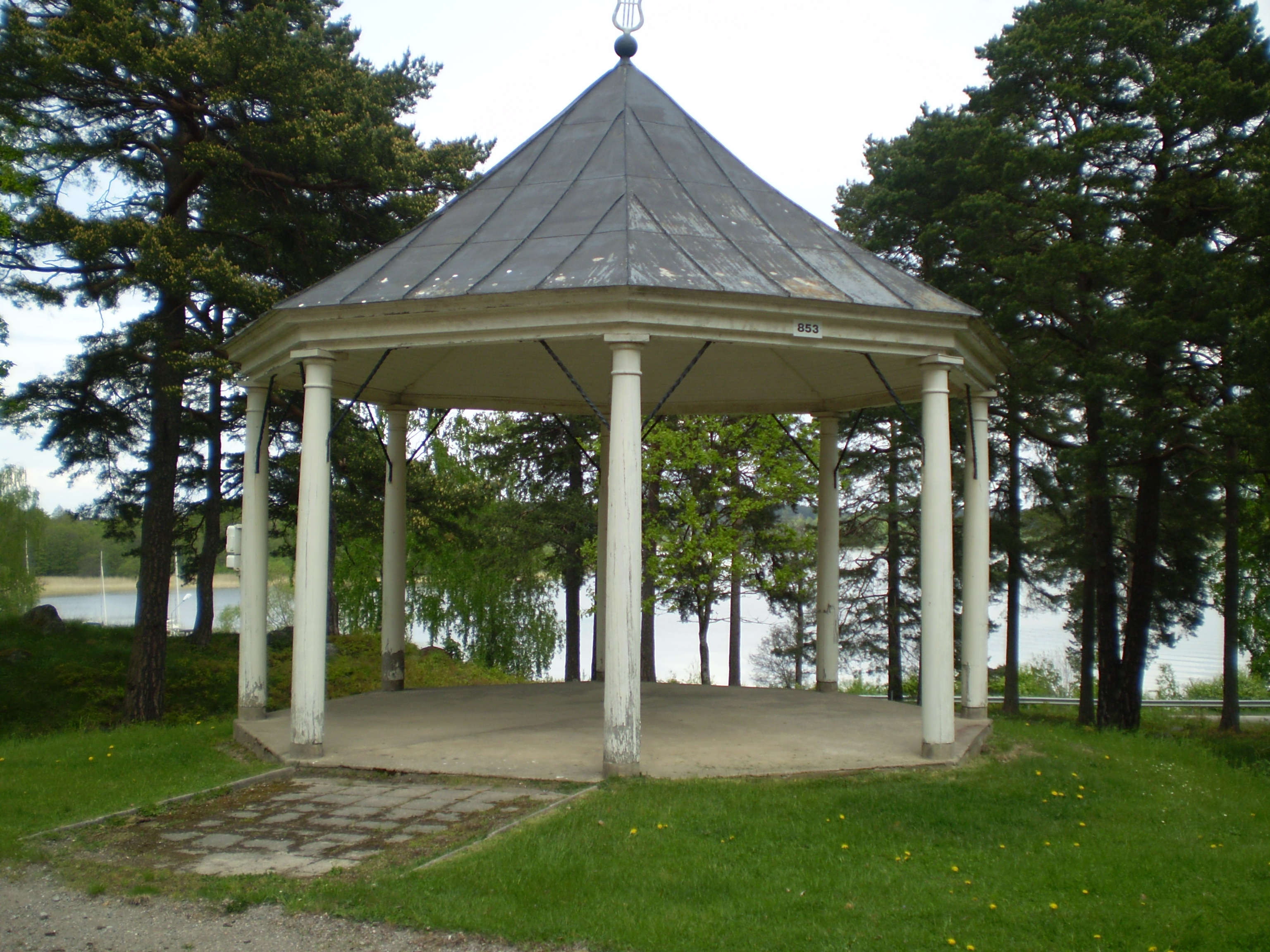
Musikpaviljongen vid kasernetablissementet
Södermanlands regementes vapen 1994–2000
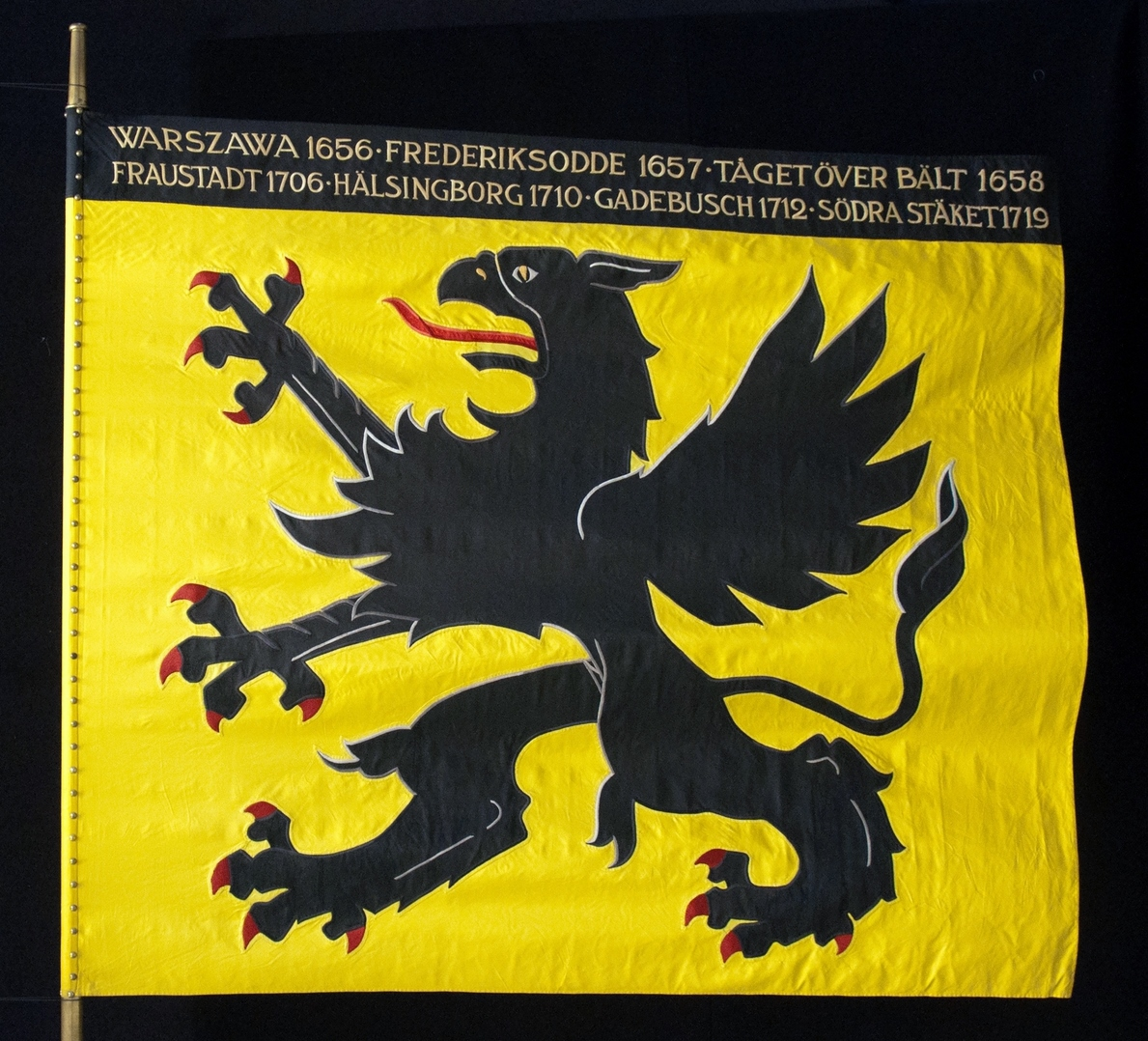
Södermanlands regemente fana m/1956
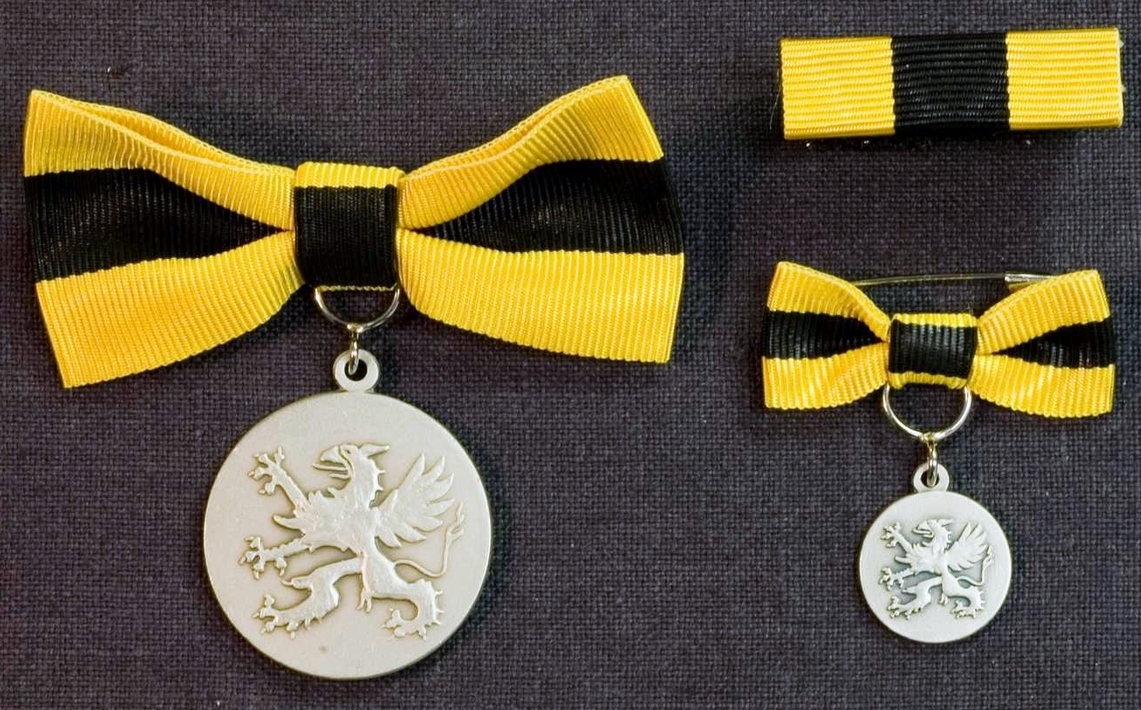
Minnesmedlaj
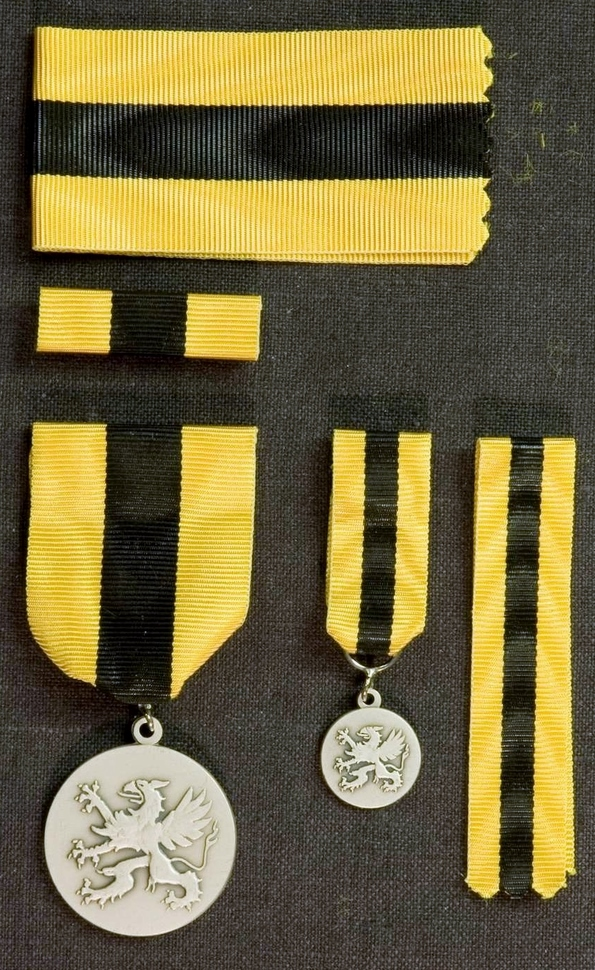
Minnesmedlaj
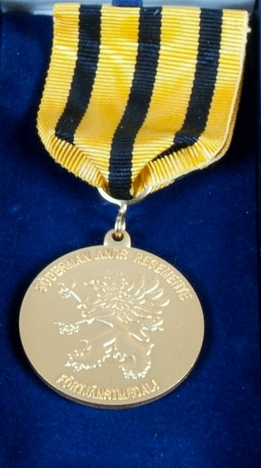
Förtjänstmedalj